# Золотоніська міська рада
Золотоні́ська міська́ ра́да — орган місцевого самоврядування в Черкаській області. Адміністративний центр — місто обласного значення Золотоноша.

## Загальні відомості
- Територія ради: 21,65 км²
- Населення ради: 29 515 осіб (станом на 2001 рік)
- Територією ради протікає річка Золотоношка.

## Історія
місто обласного значення — 1993 рік.

## Населені пункти
Міській раді підпорядковані населені пункти:
- м. Золотоноша
- с-ще Гришківка
- с. Згар
- с-ще Ярки

## Склад ради
Рада складається з 36 депутатів та голови.
- Голова ради: Войцехівський Віталій Олександрович
- Секретар ради: Сьомак Наталія Олексіївна

### Керівний склад попередніх скликань
| ПІБ                                 | Основні відомості                                               | Дата обрання | Дата звільнення |
| ----------------------------------- | --------------------------------------------------------------- | ------------ | --------------- |
| Корпань Олексій Васильович          | Міський голова, 1951 року народження                            | 26.03.2006   | 31.10.2010      |
| Войцехівський Віталій Олександрович | Міський голова, 1967 року народження, освіта вища, безпартійний | 31.10.2010   |                 |

Примітка: таблиця складена за даними джерела

### Депутати
За результатами місцевих виборів 2010 року депутатами ради стали:

#### За суб'єктами висування
| Суб'єкт висування                                       | Кількість обраних депутатів | %    |
| ------------------------------------------------------- | --------------------------- | ---- |
| Політична партія Всеукраїнське об'єднання «Батьківщина» | 9                           | 25   |
| Політична партія «Фронт Змін»                           | 9                           | 25   |
| Партія регіонів                                         | 8                           | 22,2 |
| Партія промисловців і підприємців України               | 3                           | 8,3  |
| Комуністична партія України                             | 2                           | 5,6  |
| Політична партія «Сильна Україна»                       | 2                           | 5,6  |
| Соціально-екологічна партія «Союз. Чорнобиль. Україна.» | 2                           | 5,6  |
| Народна партія                                          | 1                           | 2,8  |

#### За округами
| № округу                                                | Прізвище, ім'я, по батькові      | Дата визнання обраним | Освіта                    | Партійна приналежність                         | Відомості про обраного депутата                                          |
| ------------------------------------------------------- | -------------------------------- | --------------------- | ------------------------- | ---------------------------------------------- | ------------------------------------------------------------------------ |
| Комуністична партія України                             |                                  |                       |                           |                                                |                                                                          |
| б/м                                                     | Денисенков Іван Овсійович        | 05.11.2010            | Освіта вища               | член Комуністичної партії України              | пенсіонер                                                                |
| 15                                                      | Луцик Олександр Михайлович       | 05.11.2010            | Освіта вища               | позапартійний                                  | Відділ освіти, начальник                                                 |
| Народна Партія                                          |                                  |                       |                           |                                                |                                                                          |
| 1                                                       | Степанюк Іван Іванович           | 05.11.2010            | Освіта середня спеціальна | позапартійний                                  | ДП «Златодар», заступник генерального директора                          |
| Партія промисловців і підприємців України               |                                  |                       |                           |                                                |                                                                          |
| б/м                                                     | Головко Валерій Володимирович    | 05.11.2010            | Освіта вища               | позапартійний                                  | ПП «Аптека Фарм», директор                                               |
| б/м                                                     | Щербина Маргарита Вікторівна     | 05.11.2010            | Освіта вища               | член Партії промисловців і підприємців України | ЗФ ТОВ «ТЕКС», директор                                                  |
| 4                                                       | Заєць Андрій Павлович            | 05.11.2010            | Освіта вища               | позапартійний                                  | ВАТ «Будівельник», заступник директора                                   |
| Партія регіонів                                         |                                  |                       |                           |                                                |                                                                          |
| б/м                                                     | Лютаревич Олексій Олександрович  | 05.11.2010            | Освіта вища               | член Партії регіонів                           | ТОВ «Олєв», директор                                                     |
| б/м                                                     | Бойко Борис Борисович            | 05.11.2010            | Освіта вища               | член Партії регіонів                           | Золотніська міська організація ПР, заступник голови                      |
| б/м                                                     | Івануса Ярослав Миколайович      | 05.11.2010            | Освіта середня спеціальна | позапартійний                                  | Свято-Успенський собор, настоятель                                       |
| б/м                                                     | Кунц Олег Артурович              | 05.11.2010            | Освіта вища               | член Партії регіонів                           | ВАТ "ЛГЗ «Златогор», директор                                            |
| 3                                                       | Дятченко Володимир Миколайович   | 05.11.2010            | Освіта вища               | член Партії регіонів                           | ВАТ «Золотоніський машинобудівний завод ім. Лепсе», директор             |
| 6                                                       | Касьян Володимир Миколайович     | 05.11.2010            | Освіта вища               | член Партії регіонів                           | ЗАТ «Золотоніський маслоробний комбінат», заступник директора            |
| 13                                                      | Заболотний Сергій Іванович       | 05.11.2010            | Освіта вища               | член Партії регіонів                           | ТОВ «Міськбудсервіс», директор                                           |
| 16                                                      | Лугіна Олена Олександрівна       | 05.11.2010            | Освіта вища               | член Партії регіонів                           | Дитячий садок «Веселка», завідувачка                                     |
| Політична партія Всеукраїнське об'єднання «Батьківщина» |                                  |                       |                           |                                                |                                                                          |
| б/м                                                     | Борис Олександр Олександрович    | 05.11.2010            | Освіта вища               | член Всеукраїнського об'єднання «Батьківщина»  | Черкаський державний технологічний університет, студент                  |
| б/м                                                     | Дзюбан Лідія Сергіївна           | 05.11.2010            | Освіта вища               | член Всеукраїнського об'єднання «Батьківщина»  | Міський територіальний центр, головний бухгалтер                         |
| б/м                                                     | Іщенко-Полях Віталіна Віталіївна | 05.11.2010            | Освіта вища               | позапартійна                                   | приватний підприємець                                                    |
| б/м                                                     | Короленко Володимир Юрійович     | 05.11.2010            | Освіта вища               | член Всеукраїнського об'єднання «Батьківщина»  | ВАТ «Золотоніська ПКФ», заступник голови правління                       |
| б/м                                                     | Вербіцька Оксана Анатоліївна     | 05.11.2010            | Освіта вища               | член Всеукраїнського об'єднання «Батьківщина»  | приватний підприємець                                                    |
| 2                                                       | Іваненко Анатолій Михайлович     | 05.11.2010            | Освіта вища               | член Всеукраїнського об'єднання «Батьківщина»  | пенсіонер                                                                |
| 5                                                       | Грищенко Лариса Володимирівна    | 05.11.2010            | Освіта вища               | член Всеукраїнського об'єднання «Батьківщина»  | ТОВ «Земельне Бюро», директор                                            |
| 8                                                       | Веремій Володимир Борисович      | 05.11.2010            | Освіта вища               | позапартійний                                  | ТОВ "Золотоніський ЛГЗ"Златогор", технічний директор                     |
| 9                                                       | Некрасов Олександр Васильович    | 05.11.2010            | Освіта вища               | член Всеукраїнського об'єднання «Батьківщина»  | ПП «Екватор», директор                                                   |
| Політична партія «Сильна Україна»                       |                                  |                       |                           |                                                |                                                                          |
| б/м                                                     | Іванько Віктор Михайлович        | 05.11.2010            | Освіта вища               | член Політичної партії «Сильна Україна»        | тимчасово не працює                                                      |
| б/м                                                     | Скрипник Олександр Іванович      | 05.11.2010            | Освіта вища               | член Політичної партії «Сильна Україна»        | КП «Золотоніський міський ринок», директор                               |
| Політична партія «Фронт Змін»                           |                                  |                       |                           |                                                |                                                                          |
| б/м                                                     | Загребельний Петро Іванович      | 05.11.2010            | Освіта середня            | член Політичної партії «Фронт Змін»            | тимчасово не працює                                                      |
| б/м                                                     | Строкань Олексій Михайлович      | 05.11.2010            | Освіта середня            | член Політичної партії «Фронт Змін»            | Золотоніська філія ТОВ «Арні-Транзит-ЮГ», директор                       |
| б/м                                                     | Шаповалов Юрій Леонідович        | 05.11.2010            | Освіта вища               | член Політичної партії «Фронт Змін»            | Золотоніська районна лікарня, лікар-невролог                             |
| 7                                                       | Жиденко Сергій Михайлович        | 05.11.2010            | Освіта вища               | член Політичної партії «Фронт Змін»            | Золотоніська загальноосвітня школа-інтернат, директор                    |
| 10                                                      | Буц Володимир Анатолійович       | 05.11.2010            | Освіта вища               | член Політичної партії «Фронт Змін»            | КЗ «ЧОЦ МСЕ» МРМСЕК № 1, лікар-хірург                                    |
| 11                                                      | Наконечний Микола Леонідович     | 05.11.2010            | Освіта вища               | член Політичної партії «Фронт Змін»            | ТОВ «Райсільгоспенерго-М», директор                                      |
| 12                                                      | Гончар Володимир Олександрович   | 05.11.2010            | Освіта вища               | позапартійний                                  | ВАТ «Янтар», голова правління                                            |
| 14                                                      | Швець Анатолій Миколайович       | 05.11.2010            | Освіта вища               | позапартійний                                  | пенсіонер                                                                |
| 17                                                      | Литвиненко Віктор Григорович     | 05.11.2010            | Освіта вища               | позапартійний                                  | тимчасово не працює                                                      |
| Соціально-екологічна партія «Союз. Чорнобиль. Україна.» |                                  |                       |                           |                                                |                                                                          |
| б/м                                                     | Кащук Володимир Степанович       | 05.11.2010            | Освіта вища               | позапартійний                                  | Виконавчий комітет Золотоніської міської ради, заступник міського голови |
| 18                                                      | Регурецький Микола Григорович    | 05.11.2010            | Освіта вища               | позапартійний                                  | пенсіонер                                                                |